# Móh
Móh románul: Mohu, falu Romániában, Erdélyben, Szeben megyében. Közigazgatásilag  Sellenberk községhez tartozik.

## Fekvése
Nagyszebentől délkeletre, a Szeben (Cibin) és a Hortobágy összefolyása fölött fekvő település.

## Története
Móh 1339-1876 között Szebenszékhez (Stuhl Hermannstadt) tartozott. Nevét 1494-ben említette először oklevél May néven.
További névváltozatai: 1495-ben Moy, 1497-ben Maychen, 1506-ban Maychenn (Scheiner), 1733-ban Moh, 1760–1762 között Móh, 1805-ben Moichen, 1808-ban Móh ~ Moóh, Machen ~ Moichen, Mohe, 1861-ben Moha, Moichen, Moh, 1913-ban Móh.
A trianoni békeszerződés előtt Szeben vármegye Nagyszebeni járásához tartozott.
1910-ben  1025 lakosából 16 magyarnak, 1007 románnak vallotta magát. Ebből 10 római katolikus, 1000 görögkeleti ortodox volt.

## Források

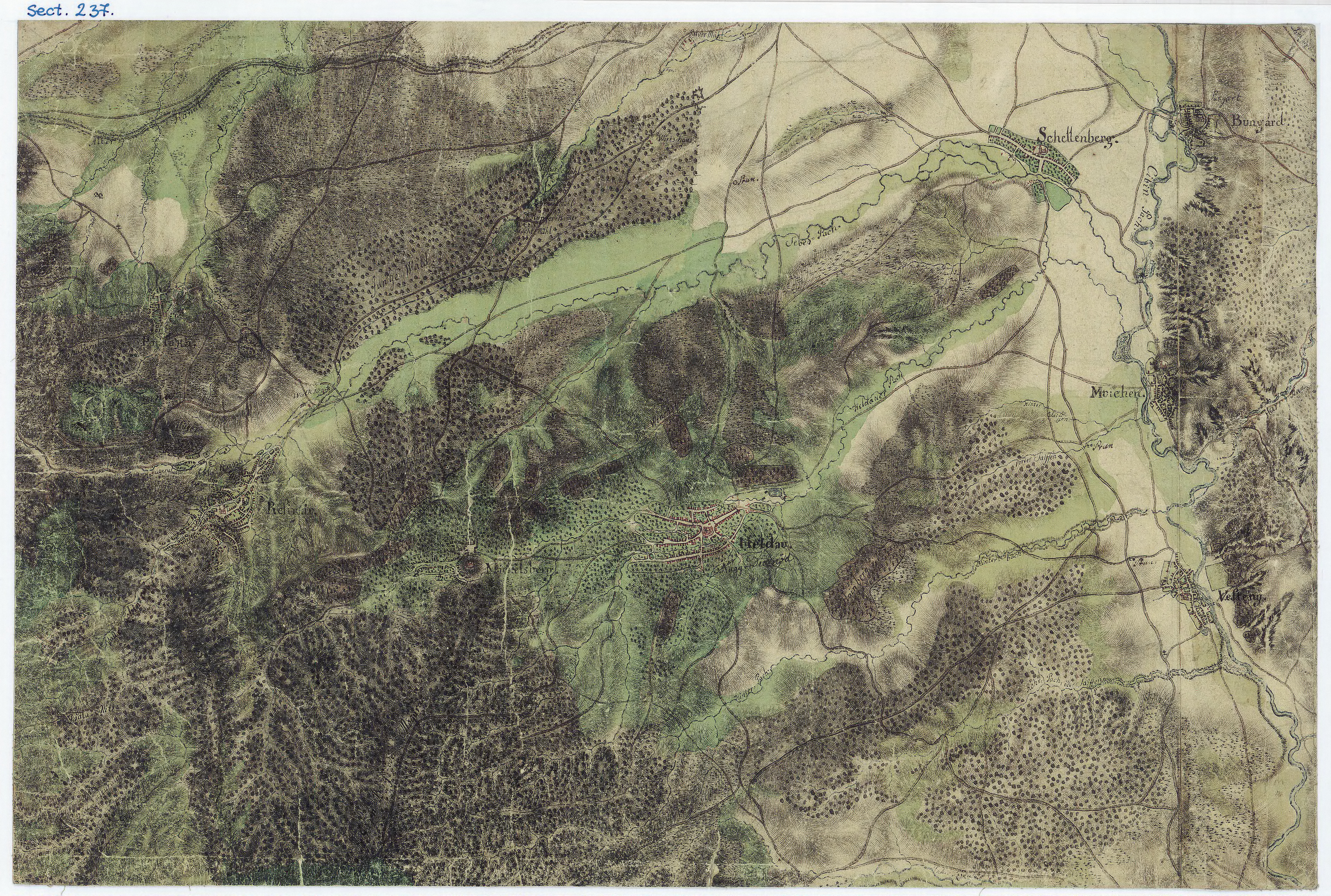
Móh és környéke egy régi térképen

## Nevezetességek
- Temploma - 1782-ben épült.